# Copicucullia astigma
Copicucullia astigma là một loài bướm đêm trong họ Noctuidae.